# Ève (roman)
Pour les articles homonymes, voir Ève (homonymie).
Ève est un roman de Guy Hocquenghem paru aux Éditions Albin Michel en 1987, un an avant sa mort. Le narrateur atteint du sida, reprend contact avec des membres de sa famille et recherche ses origines. Dans le troisième et dernier temps du roman, le parcours du malade dans un hôpital parisien est retracé jusqu’au décès.
Le texte se présente à la fois comme un roman écrit à la troisième personne et comme un témoignage écrit à la première personne. Publié en 1987, il est caractéristique des thèmes de la littérature de l’époque sur le sida : recherche des racines, de la filiation, voyage lointain, description sans complaisance de la déchéance physique, interrogation sur le sens de la vie,. Mais à l’aube du vingtième et unième siècle, le roman se veut aussi porteur d’espoir.
La dédicace est adressée à Willy Rozenbaum et à son équipe. La dernière partie  se déroule à l’hôpital dans un service accueillant les malades du sida : 
- « L’hôpital, où l’on naît, où l’on meurt, c’est notre mère, notre père et notre bourreau. »
- « On lui enfonçait un tuyau dans la bouche, on lui aspirait tout l’intérieur. Il criait dans le tuyau, criait pour l’éternité. »